# Dendrochirus barberi
El pez león de Hawái (Dendrochirus barberi) es una especie de pez león enano de la zona este del Océano Pacífico central. Ocasionalmente es comercializado para acuarios. Alcanza los 16 cm de longitud.

## Distribución y Hábitat
Se lo encuentra en el sector central del Océano Pacífico. Es un pez marino, asociado a los arrecifes de coral y de aguas tropicales que vive a profundidades entre 1 y 50 m.